# Coredust
Coredust ist eine finnische Metal- und Rock-Band aus Helsinki, die 2007 gegründet wurde.

## Geschichte
Die Band wurde Anfang 2007 gegründet, als der Schlagzeuger Jyty Tirola zu dem Gitarristen Sakari „Sakke“ Hulkkonen, dem Bassisten Olli Broman und dem Sänger Esa Salminen stieß. Im Januar nahmen sie ein erstes Demo mit drei Songs auf. Daraufhin schlossen sich Auftritte in Finnland an. Währenddessen wurde an neuen Liedern gearbeitet. Gegen Ende des Jahres wurde mit Kari Huikuri die EP Past Lives in den Scandal Recording Studios aufgenommen und Anfang 2008 veröffentlicht. Der Song Scarred for Life wurde zudem mehrfach auf dem finnischen Radiosender Radio Rock gespielt. Im Herbst 2011 verließ der Schlagzeuger Tirola die Gruppe und Antti Maasilta wurde als Keyboarder hinzugefügt. Im November begab sich die Band erneut mit Huikuri in die Scandal Recording Studios, um ihr Debütalbum aufzunehmen. Als Schlagzeuger war hierbei Jaska Raatikainen beteiligt. Das Album erschien 2012 bei Inverse Records unter dem Namen Decent Death.

## Stil
Luxi Lahtinen von voicesfromthedarkside.de schrieb in seiner Rezension zu Decent Death, dass hierauf Genres wie Thrash-, Death- und Groove-Metal sowie Progressive Rock miteinander vermischt werden. Durch die Verwendung dieser Vielzahl an Genres wirke die Musik jedoch unfokussiert. Laut Jens von metal.de beginnt das Album atmosphärisch, ehe es in Death Metal münde und gegen Ende ruhiger und komplexer werde, indem man Fusion- und Progressive-Rock-Elemente im Stil der rumänischen Band White Walls einarbeite. In den Songs werde sowohl Klargesang als auch Growling eingesetzt und auch weiblicher Gesang komme zum Einsatz. Das Lied 03:00 AM sei atmosphärisch und hätte auch von Ulver stammen können, beginne mit klarem Gesang und flechte groovende Death-Metal-Passagen ein. Auch fühlte er sich bei dem Lied an Ghost Brigade erinnert.

## Diskografie
- 2007: Demo 2007 (Demo, Eigenveröffentlichung)
- 2008: Past Lives (EP, Eigenveröffentlichung)
- 2012: Decent Death (Album, Inverse Records)